# Mor Danmark
Mor Danmark er et symbol på den danske nation. Motivet går tilbage til 1700- og 1800-tallet. Både N.F.S. Grundtvig, B.S. Ingemann og Steen Steensen Blicher anvendte allegorier med Mor Danmark. Adam Oehlenschläger skrev om Danmark som sin anden moder i 1805. Mest kendt er nok Elisabeth Jerichau Baumann billede Moder Danmark, som hun udførte efter Slaget ved Isted i 1851. Maleriet forestiller en blondhåret kvinde i folkedragt, der skrider gennem en kornmark, bærer Dannebrog, vikingsmykke på panden og et sværd fra oldtiden. Figuren blev efterhånden prototypen på mange senere fremstillinger af Mor Danmark. Motivet fik stor udbredelse gennem reproduktioner og indgik bl.a. i skulpturer som Genforeningsmonumentet i Fælledparken, karikaturer som Arne Ungermanns karikatur fra 1946 om det sydslesvigske spørgsmål (Say when) og Mogens Lorentzens digt om Mor Danmark fra 1937.
Figuren kan nævnes sammen med andre kendte nationale symboler som Holger Danske, Dybbøl Mølle, Guldhornene eller Jellingstenene. Fra andre lande kendes lignende nationale personifikationer, f.eks. den franske maler Eugène Delacroixs fremstilling af Frankrig som kvinden Marianne, der symboliserer friheden i maleriet Friheden leder folket (på fransk: La Liberté guidant le peuple) fra 1830.